# Andrena ofella
Andrena ofella är en biart som beskrevs av Laberge 1967. Andrena ofella ingår i släktet sandbin, och familjen grävbin. Inga underarter finns listade i Catalogue of Life.